# Кидирниязов, Даниял Сайдахмедович
Дания́л Сайдахме́дович Кидирния́зов (род. 5 сентября 1952; станица Курдюковская, Шелковский район, Чечено-Ингушская АССР, СССР) — российский историк, ведущий научный сотрудник Отдела древней и средневековой истории Института истории, археологии и этнографии Дагестанского научного центра РАН, доктор исторических наук (2001), профессор. Заслуженный деятель науки Республики Дагестан (2004) и Карачаево-Черкесской Республики (2014). Автор ряда монографий и большого числа статей в различных научных журналах.
В область научных интересов Кидирниязова входят — политические, торгово-экономические и культурные связи народов Кавказа и России; международные отношения в Юго-Восточной Европе; источниковедение, историческая география и политическая история ногайцев в XV—XX веках.

## Биография
По национальности ногаец. В 1971 году поступил в Чечено-Ингушский государственный университет, который окончил в 1976 году. После этого с августа того же года по май 1981 преподавал историю в Гребенской, а затем Сары-суйской средних школах Шелковского района ЧИАССР.
В 1981 году на конкурсной основе поступил в аспирантуру Институт истории, языка и литературы Дагестанского филиала АН СССР. По завершении в 1984 году аспирантской подготовки работал старшим лаборантом. В 1988 году в Институте истории АН Азербайджанской ССР защитил диссертацию на соискание учёной степени кандидата исторических наук по теме «Русско-ногайские отношения в XVIII веке». С 1992 года — научный сотрудник, а с февраля 2000 — старший научный сотрудник. В июне 2001 года защитил докторскую диссертацию по теме «Ногайцы в XV—XVIII вв. (Политические, экономические и культурные аспекты взаимоотношений с сопредельными странами и народами)» по специальности 07.00.02 — Отечественная история. С февраля 2002 года — ведущий научный сотрудник Центра изучения истории Дагестана (ныне — Отдел древней и средневековой истории Дагестана).
Являлся активным участником проводимых как в России, так и в постсоветских республиках ряда международных, всероссийских, региональных и республиканских научных сессий и конференций, таких как — Всероссийская научная конференция «Славяне и их соседи. Османская империя и народы Центральной, Восточной и Юго-Восточной Европы и Кавказа в XIV—XVIII вв.» (Институт славяноведения и балканистики РАН; Москва, ноябрь 1992); VII Международная научная конференция «Международные отношения в бассейне Чёрного моря в древности и средние века» (РосГУ; Ростов н/Д, май 1994); Международная научная конференция «Кавказская война: Спорные вопросы и новые подходы» (Махачкала, май 1998); Международная научная конференция «Циклы мировой экономики: История и современность» (АГЭУ; Баку, май 2009); Конгресс этнографов и антропологов России (ИЭА РАН, УрО РАН, УдГУ; Ижевск, июль 2017) и др.
В 2005—2007 годах Кидирниязов избирался председателем Государственной аттестационной комиссии на истфаке ДГПУ. Рецензирует и оппонирует кандидатские и докторские диссертации, авторефераты диссертаций, рецензирует плановые работы сотрудников Института и других научных центров Северного Кавказа. Также является членом Совета Северокавказского отделения Российского историко-родословного общества и членом редколлегий журналов «Генеалогия Северного Кавказа» (Нальчик) и «Вестник АН ЧР» (Грозный).
Кроме научной, Кидирниязов также принимал участие в различного рода общественной деятельности. Так в 1999—2003 и 2003—2007 годах Народным собранием Республики Дагестан он назначался членом республиканского избиркома, а в 2007—2011 годы Указом президента РД М. М. Магомедова был назначен членом Республиканского избиркома.

## Семья
Жена Меску Идрисовна — кандидат филологических наук, доцент Дагестанского государственного университета. Имеет дочь — выпускница финансово-экономического факультета Дагестанского государственного педагогического университета.

## Основная библиография
Монографии
- Кидирниязов Д. С. Ногайцы в известиях русских, западноевропейских и восточных авторов XV—XVIII вв. — Махачкала, 1999. — 415 с.
- Кидирниязов Д. С. Ногайцы Северного Кавказа и их взаимоотношения с Россией в XVIII веке. — Махачкала, 2000. — 144 с.
- Кидирниязов Д. С. Ногайцы в XV—XVIII вв. (Проблемы политических, экономических и культурных взаимоотношений с сопредельными странами и народами). — Махачкала, 2000. — 531 с.
- Кидирниязов Д. С. Ногайцы Северо-Восточного Кавказа в ХІХ — начале XX в. (Исследование экономического развития и социально-политического устройства). — Махачкала, 2005. — 219 с.
- Кидирниязов Д. С. Взаимоотношения ногайцев с народами Северо-Восточного Кавказа в XVI — начале XX в. — Махачкала, 2008. — 295 с.
- Кидирниязов Д. С. Экономические и культурные связи ногайцев Северо-Восточного Кавказа с соседними народами в XVIII—XIX вв. — Махачкала, 2010. — 151 с. — ISBN 978-5-297-01462-2.
- Кидирниязов Д. С. Дагестан в системе международных отношений (XVIII — конец 20-х гг. XIX в.). — М., 2011. — 454 с. — ISBN 978-5-4326-0015-8.
- Кидирниязов Д. С. Взаимоотношения народов Дагестана и Северного Кавказа в XVIII — середине XIX в.: Политические, торгово-экономические и этнокультурные аспекты. — Махачкала, 2016. — 488 с. — ISBN 978-5-4447-0041-9.
- Магомаев В. Х., Кидирниязов Д. С. Ногайцы в северокавказском историческом процессе в XVI — начале XX в. — Грозный, 2017. — 400 с. — ISBN 978-5-9909802-3-5.